# قرة تولكي سفلي
قرة تولكي سفلي (بالفارسية: قره‌تولکی سفلی) هي قرية تقع في قسم ببه‌جيك (مقاطعة تشالدران) في إيران.